# 子午镇 (楚雄市)
子午镇，是中华人民共和国云南省楚雄彝族自治州楚雄市下辖的一个乡镇级行政单位。

## 行政区划
子午镇下辖以下地区：
子午村、法邑村、以口村、罗只碑村、袁家村、杞木村、打苴村、鹿宜村、邑舍村、云龙村、曙光村、挖铜村和旧关村。

## 中国传统村落
2013年8月，以口夸村被评为第二批中国传统村落。